# Vladimír Lajčák
Vladimír Lajčák (* 10. dubna 1959) je bývalý slovenský fotbalista, obránce.

## Fotbalová kariéra
V československé lize hrál za Inter Bratislava. V lize nastoupil v 8 utkáních.

## Ligová bilance
| Ročník                                   | Zápasy | Góly | Klub             |
| ---------------------------------------- | ------ | ---- | ---------------- |
| 1. československá fotbalová liga 1980/81 | 3      | 0    | Inter Bratislava |
| 1. československá fotbalová liga 1981/82 | 5      | 0    | Inter Bratislava |
| CELKEM                                   | 8      | 0    |                  |